# مارتين سواريز دي توليدو
مارتين سواريز دي توليدو (بالإسبانية: Martín Suárez de Toledo)‏ هو مستكشف باراغواياني، ولد في 1520 في إشبيلية في إسبانيا، وتوفي في 1584 في أسونسيون في باراغواي.